# 超人力霸王Z
《超人力霸王傑特》（日语：ウルトラマンZ），是由圓谷製作所製作的特攝電視劇，2020年6月20日至12月26日於東京電視台、大阪電視台系列頻道每週六上午9:00 - 9:30（JST）播映，並於圓谷官方YouTube頻道於播映日上午8:28分率先播出。全25話。
台灣於2021年5月30日至同年11月21日每週日17:30-18:00由MOMO親子台以《超人力霸王傑特》的名義首播，2021年6月5日至同年11月27日每週六14:30-15:00重播。香港方面，ViuTV將本作命名為《超人Z》，於2021年5月15日至同年10月30日每週六09:30-10:00首播，提供粵語／日語雙語廣播，第二部不設提供字幕的《超人系列》作品，並於同年11月18日起每週四至五12:30-13:00重播，與首播時同樣都是不設提供字幕。

## 概要

### 規劃背景
本作為令和時期《超人力霸王系列》第二部作品。首席製作人北浦嗣巳於2019年8月邀請田口清隆擔任總導演，由於2020年東京奧運會影響，該系列的製作比大多數《新生代英雄》系列提前兩個月開始，當2019冠状病毒病日本疫情使奧運會遭到延後時，本作仍在病毒肆虐的情況下依然能如期播出，全劇於2020年1月20日開始拍攝，並於同年秋天殺青。。
總導演田口清隆當初在接下本作的執導工作時，已經在2020年秋天擁有製作另一部作品的規劃，不過也因為本作提早規劃，而開始避免了兩邊的工作重疊。當從田口加入時，圓谷已經有對此作品的大綱，但在田口提出想從頭開始構思作品的情況下，最終田口則與任命為主編劇的吹原幸太一同構思情節，在故事的總體結構是根據最終話的定案逆推算而成，會以單元回為基礎串成整體的故事來描繪登場的角色群，使其成為最近系列中最精心設計的劇情與設定，一個具體的例子就是規劃防衛軍的詳細組織圖和人物年表，通過備份以通過劇集提供的暗示成為各種和重要的提示。此外編劇小柳啓伍則是被任命為軍事考證。
該系列的第一支預告片於2020年4月16日發布。吹原於5月17日去世後，田口接任了系列構成的職務。圓谷製作和《Z》的製作人員在官方網站上發表了他們對吹原的悼念。通常，圓谷在東京玩具展上向媒體宣布新作品的計劃，但由於到2019冠狀病毒病日本疫情的影響，該活動在2020年6月5日改為線上發布會。汽車製造公司豐田宣布他們將與圓谷製作合作，在這個系列中提供丰田iQ作為STORAGE的主要交通工具。根據平野宏周的說法，由於疫情的影響，《Z》的拍攝在恢復之前被中止了兩個月。
由於《新·超人力霸王》預定在2021年初夏左右上映，所以從一開始就並未有將此部作品製作電影版的規劃。

### 風格
不同於前作喜劇性質的《羅布》和嚴肅的《大河》，本作是以「明亮而愉快」的主題下製作出速度感十足，同時也力求以科幻小說為核心的均衡戲劇。
最初，圓谷將作品中心的超級英雄構思為令和的新代表，原本主角英雄的人設則是與《銀河傳說》出場的光之國平民類似，胸前沒裝計時器的「最弱超人力霸王」，但因為「胸前沒裝計時器」的造形會與2022年電影《新·奥特曼》重疊，故最終未採用此構想。後來則歸因紀念超人力霸王傑洛10週年，而將主角超人力霸王Z的角色設定為超人力霸王傑洛的弟子，同時也是超人七號一脈的第四代 。
考慮到近年來的新生代系列作品因預算問題而沒有任何防衛隊登場，因此田口則提出用機械人代替戰鬥機的方案，使防衛隊再次回歸劇集，並將昭和時代舊作中登場的機械人：賽文加、溫達姆等機體再度引入，反而為作品增加更多看點，增加耳目一新的體驗。

#### 選角
選角方面，選定平野宏周飾演本作的主角夏川遙輝，松田里茉、黑木光在劇中飾演與遙輝同期的成員中島洋子、大田结花，黑木光先前曾參與《大河》試鏡旭川畢莉卡一角，儘管最後並未入榜，但因而被同為該作品導演的田口清隆推薦參與《Z》的演出。
不少舊作品登場的演員回歸參與本作演出，青柳尊哉於本作中首次扮演主角群中的隊長一角，實則真實身份為札古拉斯・札古拉，該角色此前早於2016年電視劇《超人力霸王Orb》中首次出現於超人力霸王系列。。青柳過去在《Orb》播畢後曾表示：「有一天我想再次扮演札古拉的角色」，曾擔任《Orb》主導演的田口清隆因而在《Z》的企劃提出制作「枯萎的札古拉（ジャグラーは枯らしたい）」的提议。青柳本人最初並没想到此事会实现，對於一开始確認演出的消息較為困惑。
此外，濱田龍臣回歸出演朝倉陸，該角色於2017年電視劇《超人力霸王捷德》首次出現，於本作第6、7、15話回歸演出，這是他第四年參與超人力霸王系列作的演出高峰圭二於本作第19話以配音方式回歸飾演超人力霸王衛司。

### 影響
本作在播出後，因創新的劇情而受到各年齡層的熱烈歡迎，並隨著播映使人氣和影響推向巔峰，曾被遊戲媒體「Nerdist」點名選為2020年的最佳電視劇集之一。，2020年12月15日，該部作品被選入由NicoNico和Pixiv所舉辦的網路流行語100大賞第六名，劇集中的角色蛇倉正太則排名第45名。2021年，本作於第52回星雲獎電影·表演·多媒體部門獲獎，成为了自1998年《超人力霸王迪卡》获奖以后，再度得名的系列劇集作品 。
2022年，在NHK BS Premium所主辦的《超人力霸王大票選》中，「超人力霸王Z」在投票中被選為人氣英雄角色第三名。劇中登場的「賽文加」則被選為人氣機甲第一名。
除了在電視上播出外，《Z》的集數還在YouTube上重新播出供全球觀眾觀賞，並附有英文字幕，根據田口在2020年8月的訪問中表示，第一集在全球各地，尤其是美國受到各種觀眾的好評。
動畫機甲設計師兼前萬代公司員工野中剛在《Ultra特攝PERFECT MOOK》第40冊中對於《Z》發表了評論。並讚揚田口在防衛隊中首次採用機器人的想法，他曾表示曾在1990年代給萬代公司提議此意見，但因為擔心超人力霸王會被遮蔽而被拒絕。野中將主角Z所使用的有意識劍「貝利亞魔劍」與《五星戰隊大連者》中的「白虎神劍」進行了比較，但他認為劍在劇中的引入顯得突兀，並認為貝利亞的角色與Z和遙輝的互動不合適。這是因為貝利亞普遍僅於系列中登場的超人力霸王抱持敵對關係，因此他認為札古拉是一個更好的選擇，因為札古拉經常與該系列的主要角色發生衝突，並且在任何衝突中都持有中立立場。

## 故事大綱
過去被超人力霸王捷德消滅的超人力霸王貝利亞，其生前四處作惡時留下的細胞成了被稱為惡魔碎片的邪惡因子飛散在各個宇宙中。如今，讓全宇宙陷入混亂的局面，取回和平的超人力霸王們再次展開戰鬥，而那些濫用碎片消滅各行星的惡劣謎之存在也不斷地在暗中活動，以及那魔手，逐漸向「光之國」逼近，英勇地與其對抗的超人力霸王傑洛，以及他的弟子・超人力霸王Z！在激戰的結尾時，傑特獨自一人追擊怪獸，而前往地球——。
另一方面，地球，與日常出現的怪獣進行對抗的防衛隊組織。對怪獸機人部隊「STORAGE」。及所屬的年輕熱血漢・夏川遙輝。在宇宙怪獸來襲地球之時，傑特與遙輝因而命中注定的相遇。因此，年輕兩人的熱血戰鬥故事在此開幕！

## 登場人物

### 軍械庫（STORAGE）
根據企劃，原設定STORAGE有著第5名成員，為夏川遥輝在過去防衛学校時代友人的「吉田宗介」，但後來則被取消。
夏川遥輝（ナツカワ・ハルキ）
飾演者：平野宏周、上野蒼真（童年）
配音：周倚天（香港）、 張立昂（台灣）、马正阳（中国大陆）
本作主角， 超人力霸王傑特 的人間體，對怪獸機人部隊『STORAGE』的新人駕駛，23歲。階級為3等特尉。
1997年6月20日於山梨縣深間市出生，畢業於地球防衛大學，為空手格鬥達人，待人客氣禮貌，典型的直性子。口頭禪為「受教！」和「突擊！（チェスト！）」，平時會定期進行肌肉訓練，此外患有花粉症。
 在第1話中和凶暴宇宙鮫蓋內迦古的戰鬥中險些喪命，因而與追擊蓋內迦古的超人力霸王傑特進行合為一體。小時父親因怪獸災害不幸去世，而由母親獨自一人將其養大，因此他將生命的意義看得相當重要，在第11話與紅王的戰鬥後，開始對自己為何戰鬥的意念感到迷茫，陷入無比的自責與內疚之中，後在14話中基地遭到四次元怪獸布魯頓襲擊時意外穿越時空和父親再會，和父親的對話後終於將內心深處的疑問和內疚得以釋懷。並重拾與傑特一同戰鬥的勇氣及身為超人力霸王的身份繼續戰鬥。
在第22話中因『STORAGE』解散，被派往作為警衛的工作。在第24話在德斯特魯多斯的戰役中受到劇烈的衝擊，在瀕死之際傑特為了保護遙輝而強行分開。最後被蛇倉所救後，則打算與軍械庫的成員們一同對抗德斯特魯多斯，拯救被賽雷普洛附身的洋子。最終話在軍械庫成員們的協助下，成功透過精神空間喚醒被附身的洋子，並將其從怪獸體內救出，在眾人面前變身後，與傑特使用初始型態打倒德斯特魯多斯和賽雷普洛，最後因了拯救其他在宇宙受苦的生命，結局在眾人的目送下離開了地球，並和Z一同踏上宇宙的旅程，偶爾也會回到地球協助支援。
《特利卡》
第7話開頭與傑特追捕巴羅薩星人時，因四次元怪獸布魯頓的力量而意外捲入蟲洞，因而穿梭到特利卡所在的世界。由於所持有的超人徽章遭到巴羅薩星人所奪走，在昇華器故障的情況下暫時無法與傑特一體化變身，但在劍悟與彰人的幫助下透過彰人所發明的超級鑰匙成功變身，與特利卡攜手作戰。在第8話中因阻止受到達達因子入侵的金古喬而與劍悟一同變身，最後在彰人的允許下借用超級鑰匙，帶著金古喬的殘骸回到自己的宇宙。
《Episode Z》
為了追擊脫逃的賽雷普洛，而再次出現在劍悟等人面前，後因時岡龍一的計謀而被賽雷普洛附身，最後在特利卡的幫助下擺脫附身，並與劍悟、伊格尼斯三人聯手擊敗邪惡特利卡。
中島洋子（ナカシマ・ヨウコ）
飾演者：松田里茉
配音：何芷心（香港）、 汪世瑋（台灣）、常蓉珊（中国大陆）
本作女主角，對怪獸機人部隊『STORAGE』的王牌駕駛員皆作戦班隊長，24歲，階級為2等特尉。
1996年8月31日於鹿兒島縣馬崎市出生，畢業於地球防衛大學，是擁有高超駕駛技術的專家。
 出身自防衛隊，起始於曾祖父的高層軍事家族，小時在父母的栽培下接受過柔術、合氣道、插花、藝術體操等天才教育，故有著乾脆利落、爭強好勝的性格，不過仍然有著少女心的一面。
如果被告白她會要求和對方比腕力，但是直到現在一次也沒輸過，另外理想的對象則是歸因力量的因素，特別嚮往像虎二郎般的年長男性，也因戰鬥中也日漸憧憬超人力霸王傑特。
此外在戰鬥的立場看待，雖明白怪獸在當前的世界並沒有沒有容身之處，但自己則決議背負好傷害生命的那份罪責。
在第22話中因『STORAGE』解散，被派往支援防衛軍機甲部隊一職，作為新型機器人的測試駕駛員。第24話開始因被栗山長官體內的賽雷普洛所附身，因受控制的緣故性格大變，成為殲滅機甲獸•德斯特魯多斯的操控者。在最終話時困於迪斯特爾德斯時，在潛意識中喚醒與遙輝的羈絆而成功脫離賽雷普洛的控制，並成功從怪獸體內逃出，和遙輝兩人在高空墜落之餘協助遙輝變身，也間接得知遙輝就是超人力霸王傑特的身份，最後則與眾人一同目送遥輝離開，並繼續擔任駕駛員保護著世界。
《特利卡》
在第7話開場時駕駛宇宙賽文加支援作戰，並目睹遥輝和超人力霸王傑特被捲入黑洞的情景。
大田结花（オオタ・ユカ）
飾演者：黑木光、童年：寺田藍月
配音：待確認（香港）、 魏晶琦（台灣）、黑特（中国大陆）
對怪獸機人部隊『STORAGE』的科學顧問皆裝備研究開發班班長，22歲，階級為2等特尉。
1998年3月3日於神奈川縣横倉市出身，擁有許多碩士學位，其中對怪獸解剖和機械有非常濃厚的興趣，甚至對它們的生物學知識和歷史傳說都了解得很相當詳細。
 在第16話交代在童年曾因和赫羅波羅斯的接觸使讓她對怪獸產生興趣，並立志而成為怪獸研究員，為了給大家補充營養會製作奇異的混合果汁，而這些果汁的製作材料則是不明。
在第22話中因『STORAGE』解散，被派往前往怪獸研究中心工作。在24話中因德斯特魯多斯的襲擊事件，防衛隊認定背後兇手是由滲透在軍械庫內的外星人所造成，因而被險些遭到防衛隊的逮捕，但及時被蛇倉拯救。最後則打算與軍械庫的成員們一同對抗德斯特魯多斯。在最終話的作戰行動中得知遙輝為超人力霸王Z，及蛇倉正太為札古拉的身份，最後和成功捕捉賽雷普洛的同時也與蛇倉約定總有一天會再相見，並與眾人一同目送遥輝離開。並繼續作為『STORAGE』的推助者保護著世界。
《超人新世代之星II》
在該作品中，他仍作為STORAGE的成員繼續研究賽文加的升級計畫，作為主持人與尋寶者伊格尼斯、機器人巨山格列佛II-V一起回顧從新生代各部作品中出現的戰士和多元宇宙。
蛇倉正太
飾演者：青柳尊哉
配音：陳冠宏（香港）、陳彥鈞（台灣）、傅晨阳（中国大陆）
夏川遥輝的上司，對怪獸機人部隊『STORAGE』的隊長 → 前隊長，34歲。階級為3等特佐。1986年3月7日出生於北海道紋万走村，平時是個溫文爾雅、樂觀友善又值得信任的隊長，身體素質強悍，經常在道場中十分嚴厲地教導遙輝。
其真實身份是來自O50星球，亦正亦邪的異星人：札古拉斯·札古拉，在做事態度上是按自己所定的正義為行動標準，並曾多次以魔人形態幫助遙輝，指揮『STORAGE』取得一次次勝利，但他這麼做的理由並非一味保護人類，而是堅信著自己過去被光之巨人們所否定的戰鬥方式。因此秘密調和賽雷布洛和人類之間的矛盾，防止一方做過了火，他還幫助賽雷布洛從鏑木慎也上轉移了宿主，並放任人類研究更強大的特空機4號。
在故事開始時便已經得知遙輝和傑特一體化，並在第5話中將蛇心劍的黑暗力量注入遙輝的傑特昇華器，以此製作出黑暗昇華器和怪獸徽章。
在第22話中，因『STORAGE』解散而退出了隊長一職，第24話中，因德斯特魯多斯的誕生而集合所有的『STORAGE』成員一同對抗，在最終話向眾人揭露其為異星人的真實身份，在支援Z的作戰行動時也充分發揮隊長的命令作用，隨後則帶著隨身攜帶的盆哉離开地球，並以其摯友超人力霸王Orb的口吻向结花道出總有一天會再相見的約定。
《人生的決定高度》
在前傳小說提及，蛇倉正太曾是陸上部隊機甲科出身的戰車駕駛員，在成功選拔通過成為第一批特空機測試駕駛員後，在測試特空機2號的實驗中因實驗失敗，在空中墜下後因猛烈撞擊而陷入瀕死狀態，最終則被路過的札古拉發現，最終伽古拉為了拯救他的性命而憑依到蛇倉的身體，藉嚴重燒傷為故而改變外表。
 稻葉虎二郎（イナバ・コジロー）
飾演者：橋爪淳
配音：黃志明（香港）、吳文民（台灣）、周健（中国大陆）
對怪獸機人部隊『STORAGE』的整備班班長，負責賽文加等機械的整備工作，59歲，階級為2等特佐。
1961年7月30日出生於福岡縣新城市，是個古板又沉默寡言的男人。有時會展現出令人意外的特長，但人們對他的過去卻一無所知。在平時保養機人之餘，他還也有有著功夫、鮪魚拆解秀、紙牌魔術等各種技藝。
在20話揭露其有擔任生物學家的女兒瑠璃，並中向眾人表示自己當年是抱著為了保護生命而去戰鬥的理念才加入了『STORAGE』。在第22話中，因『STORAGE』解散而退出了整備班班長一職。並帶著剩下的部下離開現場，在24話中阻止4號機的失控時，似乎隱約遙輝就是超人力霸王Z的身份。但他一言不發，扶著他前往營救洋子。最後則打算與軍械庫的成員們一同對抗德斯特魯多斯。並在最終話洋子營救行動中，作為賽文加駕駛員的身份支援遙輝和蛇倉。在結局則與眾人一同目送遥輝離開。
在《賽文加格鬥》中曾被提及，在為相關數據進行了修正與升級後，成功將賽文加改造成了宇宙賽文加。
人物形像是《搶救雷恩大兵》中湯姆·漢克斯飾演的約翰·H·米勒上尉。

### 地球防衛軍
鏑木慎也 （カブラギ・シンヤ）
飾演者：野田理人
配音：方榮基（香港）、賴緯（台灣、柳真颜（中国大陆）
本作反派，地球防衛軍日本分部・怪獸研究中心生化學研究部的青年，26歲。
1994年4月11日出生於大阪府岸野田市，早田大學畢業。被寄生生物賽雷普洛成为它的宿主。
它的行動只在乎是否有趣，是個把做壞事當成遊戲一樣的恐怖存在，在劇情中一直在暗中收集怪獸身體中的惡魔碎片以製造怪獸徽章。
第17話時，賽雷普洛在蛇倉的協助下從他的身體離去，隨後則在不清楚一切的狀況下因違反規則而遭到防衛隊的逮捕。在最終話則是以正常意識的狀態下「正式」登場，並與结花一同捕捉逃跑的賽雷普洛。
 栗山三郎 （クリヤマ・サブロー）
飾演者：小倉久寬
配音：李建良（香港）、吳文民（台灣）、邢子皓（中国大陆）
地球防衛軍日本分部的長官，也是對怪獸機人部隊『STORAGE』的創辦人，64歲，階級為特將。
1956年12月26日出生於東京都中平市，平時經常對隊員們進行嘮嘮叨叨的嚴厲的說教，一緊張就會胃痛，會因為將隊員們的事情放在心上而讓人恨不起來。，並經常為機甲作戰破損產生的維修費用與開發預算資金而苦惱。
在21話因意識遭到賽雷普洛的控制，而宣布解散怪獸機人部隊『STORAGE』，一改往日作風，變得十分冷酷，直到第24話中賽雷普洛則轉移自洋子身上後才脫離控制，並被緊急送往醫院，令地球防衛軍對於STORAGE的懷疑逐漸加深。
  結城真依  （ユウキ マイ） 
飾演者：林摩耶
配音：莊巧兒（香港）、叶知秋（中国大陆）
後期登場的主要人物，地球防衛軍日本分部的作戰部長，36歲，階級為2等特佐。
1984年2月16日出生於千葉縣九更山市，擁有著精英軍官的鷹派性格，不僅完全無視行動對周圍環境造成的破壞，甚至在任務中忽視面臨生命危險的下屬，甚至也對經常違背組織的命令的『STORAGE』保持著不滿的念頭。
最初僅負責進行D4射線的搭載作業，而在目擊Z阻止D4引發次元崩壞之後，內心則開始憧憬超人力霸王強大的力量，並企圖收集其數據，製作出比超人力霸王更加強大的兵器出來。
在第22話則帶領著第一特殊空挺機甲群，開始主導4號機超機人傑洛的建造工作，並任派擁有豐富經驗的洋子擔任測試駕駛員。並拋棄與怪獸和侵略者應對的念頭，只將「獲得更強的力量」的宗旨放在首位，成為無法冷靜判斷是非的軍人。
在最終話中為了STORAGE來到基地而襲擊遙輝一行人，然而最終則遭到伽古拉打暈，在結局過後則失去干涉『STORAGE』的地位。

#### 地球防衛軍
- 綿引里志、塩瀬正治、入月寬[註 9] 

飾演者：佐藤玲央、角田楓馬、髙岡大地
三人為對怪獸機人部隊『STORAGE』的整備班成員，與虎二郎負責賽文迦等機械的整備工作。
最終話因德斯特魯多斯的襲擊事件，決議與其他軍械庫的成員們一同對抗德斯特魯多斯，並在結局目送遙輝離開地球。
- 副事務次長

飾演者：羅拔·安德森
地球防衛軍總部的事務次長，金發碧眼的美國男子，第3話登場。
因開啟預算會議而從北美總部訪日，並對賽文迦的性能與預算有所質疑，但在目睹Z和賽文迦與哥摩拉的戰鬥後則有所改觀。
在對話中除透露自己為日本機器人動漫的粉絲之外，似乎對日本文化有一定的依戀，比如對如歌舞伎般的動作感到興奮。
- 夏川淳子 （ナツカワ・ジュンコ）

飾演者：正木佐和
遙輝的母親，第11話登場，看護師，目前居住在位於福馬市的家中。
- 夏川正（ナツカワ・マサル）

飾演者：金児憲史
遙輝的父親，第11（回憶）、14（過去的時空）話登場，消防員。
在遙輝小學時因兇猛怪獸基斯特隆的襲擊下而喪命，在第14話因四次元怪獸布魯通的能力，使成年的遙輝意外與其重逢，在和遙輝的對話中，
向對方表示自己不可能保護所有的人，但在能力有所及的範圍內盡力堅持內心的正義保護眾人則是真正的使命，並在告別時意識到對方為自己的兒子。
- 淺野武[註 10]

飾演者：三濃川陽介
地球防衛軍警務隊保安科的安保隊長，奉命追捕作亂的鏑木慎也。第17話登場。
在該集最後遭到被賽雷普洛寄生，成為新的宿主，並在21話離開淺野，轉移自栗山長官身上。
- 駕駛員（パイロット）

飾演者：岩田栄慶。
配音：何偉誠（香港）
自『STORAGE』解散後由地球防衛軍替代遙輝和洋子的駕駛員。
第22話登場，第一特殊空降機甲群（SAAG）的成員之一，負責金古喬的駕駛工作。
- 中島通弘（ナカシマ・イツキ）

飾演者：松原正隆
洋子的父親，現役軍人，階級為2等特佐。
為地球防衛軍日本支部第12怪獣警戒隊的隊長，在第23話於洋子的回想中登場。
- 木川（木村圭作飾）

最終話登場，第一特殊空降機甲群（SAAG）的警衛隊長。

#### 小說版人物
- 君崎長官（キミサキ長官）

前傳小說「擲命のデシジョン」登場人物，栗山長官過去尊敬的前輩。
曾被認為將來可能會成為地球防衛軍總司令，但最終因癌症離開了人世。
- 康子

前傳小說「擲命のデシジョン」登場人物，出身大阪，與蛇倉同期的第一批特空機測試駕駛員。
因特空機起飛實驗而喪生。

### 其他角色
- 朝倉陸 （あさくら リク）

飾演者：濱田龍臣
配音：杜景煜（香港）、 吳文民（台灣）、刘明月（中国大陆）
有關詳細信息，請參閱超人力霸王捷德#星雲莊
- 貝加薩星人 貝加（

飾演者：聲演：潘惠美，香港配音:梁珮瑤，台灣配音：TBA
有關詳細信息，請參閱超人力霸王捷德#星雲莊
- 彼特星人 法、希（ピット星人ファ、シィ）

飾演者：宮原華音、石塚汐花
彼特星人的一對姊妹。第8話登場。受賽雷普洛的委託，收集哥爾贊、美爾巴以及超戈布的細胞來換取報酬，完成委託之際卻被賽雷普洛洗腦控制。
由法負責盜取含有眼Q和雷丘巴斯細胞的隕石及希負責對付超人力霸王Z。希因洋子和結花手上持有遙輝掉落的Z 昇華器而誤會兩人是超人力霸王Z而將兩人擊暈帶走。 最後兩人皆被脫困的洋子和結花聯手逮捕。
同前幾作中登場的同族一樣，本身也有飼養艾雷王並帶來了地球，但該體艾雷王在本篇並未登場，而是登場於網劇《賽文加格鬥》中。
- 香織

飾演者：宇田川香織
出現在遙輝身旁的的神秘女子，第18話登場。
實際身份為在54年前（1966年）時遭到凱姆爾人綁架，但進行融合手術發生事故後仍保有人類意識的受害者。
最終在貝利亞魔劍的斬擊下成功與凱姆爾人分離，並與其他被誘拐的人類與怪獸獲救，也暗中得知遙輝就是超人力霸王Z的身份。
- 稻葉瑠璃[註 13]

飾演者：蜂谷晏海
虎二郎的女兒，第20話登場。
長期於加拿大工作的知名生物學家，並製作了於科學界受到矚目的世界第一個人工生命體：M1號。
最終在Z、『STORAGE』成員及父親虎二郎的協助下成功製作出細胞逆推劑，並令因電流加速導致細胞分裂的巨大化M1號成功復原。

## 本作登場的超人力霸王

### 超人力霸王Z
本作登場的超人力霸王戰士，来自M78星云，宇宙警备队的新队员，是個不懈努力着的戰士，並十分憧憬超人力霸王傑洛，并拜傑洛为师。
雖然是新世代的超人力霸王，但個性太直性子和略帶半調子，還是訓練生時期就被其師傅超人力霸王傑洛嘆息：「別說能成為主要作戰能力的英雄，連一半都沒有，有三成就能偷笑了！」連傑洛的父親超人七號、傑洛的兩個師傅超人力霸王雷歐和阿斯特拉都如此覺得。不過隨著與傑洛在宇宙間四處征戰和七號、雷歐等超人力霸王等人的協助，傑特才勉強成為能成為獨自作戰的超人力霸王。
於第19話中得知其名字是由衛司所取的，由於「Z」在地球有「最後」的意思（在英文字母排序中，a為首字z為末字），因此衛司為他取了這個名字，就是希望他成為將宇宙導向和平的最後勇者。

#### 原初形態
年齡: 5000歲
身高：52公尺　
體重：3萬3千噸
必殺技：（ゼスティウム光線）

#### 型態變化
- 阿爾法鋒刃型態[註 17]又译：阿尔法装甲

由代表師徒傳承之力的「超人力霸王傑洛」、「超人七號」、「超人力霸王雷歐」的超人徽章轉身的樣貌，為超人力霸王傑特的速度型態。
身高：52公尺
體重：3萬5千噸
必殺技：（ゼスティウムメーザー）
台詞：宇宙拳法，秘傳神技！（宇宙拳法、秘伝の神業!）
- 貝塔粉碎型態[註 18]又译：贝塔冲击

由構築傳說的兄弟的「超人力霸王」、「超人力霸王衛司」、「超人力霸王太郎」的超人徽章轉身的樣貌，為超人力霸王傑特的力量型態。
身高：52公尺
體重：4萬2千噸
必殺技：（ゼスティウムアッパー）
台詞：滿腔熱血，勇氣之力！（真っ赤に燃える、勇気の力!）
- 伽瑪未來型態

由描述希望的新生光芒的「超人力霸王迪卡」、「超人力霸王帝納」、「超人力霸王蓋亞」的超人徽章轉身的型態，為超人力霸王傑特的超能型態。
身高：52公尺　
體重：3萬2千噸
必殺技：（ゼスティウムドライブ）
台詞：自在變化，神秘之光！（変幻自在、神秘の光!）
- 德爾塔昇華鉤爪型態[註 20]又译：德尔塔天爪

由「超人力霸王傑洛 極越型態」、「超人力霸王貝利亞 凶暴型態」、「超人力霸王捷德」的超人徽章轉身的型態，為超人力霸王傑特的最強型態。
身高：52公尺
體重：3萬7千噸
必殺技：（ゼスティウム光輪）
台詞：吞噬黑暗，黃金之嵐！（闇を飲み込め、黄金の嵐！）
- 西格瑪護星型態

由「佐菲」、「超人力霸王迪卡」、「超人力霸王梅比斯」的超人徽章轉身的型態，為超人力霸王傑特的複合屬性型態（卡片遊戲專屬）。
身高：52公尺　
體重：3萬6千噸
必殺技：（ゼスティウムレイバースト）
- 赤紅損毀型態

遙輝被賽雷普洛附身後的型態，僅在電影《超人力霸王特利卡：Episode Z》登場。

#### 在其他作品的登場
《超人力霸王特利卡: New Generation Tiga》（2021年）
- 劇場版
- 《超人力霸王特利卡：Episode Z》（2022年上映）
- 網路劇集

《超級銀河格鬥 新生代英雄》（2020年）

### 其他登場的超人力霸王
超人力霸王傑洛
原文： / Ultraman Zero（宮野真守 聲演/香港配音：黃啟明/台灣配音：吳文民）
超人七號的兒子，超人力霸王傑特的師傅，光之國新一代的年輕超人戰士，曾因年少叛逆意圖觸碰等離子火花塔的能量核，險些釀成大錯，現隸屬於宇宙警備隊，又和結識的鏡子騎士、紅蓮火焰、詹伯特以及詹博奈等同伴們，自立創建了終極傑洛警備隊。在第1話時與傑特追擊蓋內伽古而來到另一個地球，但因為大意被蓋內伽古吐出的四次元怪獸布魯頓捲入異次元，在被捲入異次元前則將昇華器和超級勳章交給傑特。最終在第7話時切換為閃耀形態使倒轉時間脫困，並幫助傑特、捷德對付貝利亞融合獸，最後將地球託付給弟子傑特後與捷德離開了地球。
變身形態
- 大劍傑洛型態（Gransabered Zero）

由傑特昇華器搭配「超人力霸王」、「超人七號」、「超人力霸王衛司」的超人徽章轉身的樣貌，為超人力霸王傑洛的全新型態（卡片遊戲專屬）。
身高：54公尺
體重：3萬5千噸
必殺技：ディファレーションカッター
超人力霸王捷德
原文： / Ultraman Geed（濱田龍臣 聲演/香港配音：杜景煜/台灣配音：吳文民）
2017年作品《超人力霸王捷德》的主角，目前正因尋找因惡魔碎片而暴走的怪獸而在宇宙旅行，在第6話中因追擊吉爾巴里斯而來到遙輝所在的地球，原本所使用的捷德昇華器因遭到損毀而改用貝加帶來的傑特昇華器變身成超人力霸王捷德 銀河躍昇型態。第7話結尾時將地球的一切託付給遙輝後，與傑洛等人前往宇宙執行它們的任務，而在第15話因得知虛空怪獸古力札降臨地球而回歸。在戰鬥中為了取出縫合宇宙之穴的針而遭到格力札吞噬甚至險些被同化，最後被傑特救出，結尾因捷德昇華器被希卡利修復完成的關係，而將持有的徽章託付給遙輝使用，自己則是再次踏上尋找惡魔碎片及幫助他人的旅程。
變身形態
- 銀河躍昇型態（Galaxy Rising）

由傑特昇華器搭配「超人力霸王銀河」、「超人力霸王X」、「超人力霸王歐布」的超人徽章轉身的樣貌，為超人力霸王捷德的全新型態（本作登場）。
身高：51公尺
體重：4萬6千噸
必殺技：滅世鳳凰（レッキングフェニックス，Wrecking Phoenix）
台詞：聚集吧！閃耀之星！！（集うぜ！キラ星！！）
- 聖光十字型態（Tetrite Cross）

由傑特昇華器搭配「超人力霸王傑克」、「超人力霸王高斯」、「超人力霸王納克斯」的超人徽章轉身的樣貌，為超人力霸王捷德的全新型態（卡片遊戲專屬）。
身高：51公尺
體重：4萬3千噸
必殺技：（ギガフィールドプレッシャー ）
超人力霸王衛司
原文： / Ultraman Ace（高峰圭二 聲演/香港配音：羅偉傑/台灣配音：吳文民）
宇宙警衛隊七大星雲支部的支部長之一，同時也是超人兄弟一員，是擊退超獸的專家。曾為了從異次元人亞波人所操縱的超獸手中保護地球。在第19話受到傑特所持有的超人徽章的指引下，穿越平行宇宙來到Z身邊，並支援對戰巴拉巴。最後將自身蘊藏的Space Q（宇宙五重光）的能量傳輸到傑特的超人之孔中，並幫助傑特使出絕技Space Z一舉消滅了巴拉巴。
最終則是揭露了衛司為傑特的名字命名人，一直對傑特的成長相當關心。在留下對傑特衷心的祝福之後，再次離開地球。

## 本作登場的防衛組織

### GAFJ
全名為『Global Allied Forces Japan』。正式名稱是「地球防衛軍日本支部」，也是聯合國安全理事會旗下的國際軍事組織『地球防衛軍（G.A.F）』位在日本的分部，總部位於北美。
關聯機關
- 總司令部
- 事務局
- 作戰局
- STORAGE（怪獸應對特殊空降機甲部隊）
- 警務部
- 警務隊本部·保安科
- 基地警務隊
- 宣傳部
- 監理部
- 監察部
- 人事部
- 怪獸研究中心
- 科學研究所
- 生化學研究部
- 怪獸警戒管制團
- 怪獸警戒隊
- 第36怪獸警戒隊
- 統一先進裝備研究所
- 1st SAAG（第一特殊空挺機甲群）

### STORAGE
全名為『Special Tactical Operations Regimental Airborne and Ground Equipment』。
正式名稱為『怪獸應對特殊空降機甲部隊（対怪獣特殊空挺機甲隊）』，為地球防衛軍日本分部G.A.F.J的機人部隊，也是主角所屬的對怪獸機人部隊。該基地位於 深間市 。（深間市）
在設定中，當世界各地內的怪獸對策部門試圖增強空中防禦力量的同時，栗山長官則利用「日本的機器人技術」這點，成功建造出了「對怪獸機械」並作為世界上唯一的對怪獸機人部隊。但因為賽雷布洛的詭計和地球防衛軍日本支部的衝突，在第21話被因本次作戰行動中違背上級司令部的指示，而被栗山長官以不聽從命令為由解散，接替的單位則是第一特殊空降機甲群（SAAG） 在最終話，當傑特與STORAGE的眾人擊毀德斯特魯多斯之後則獲得了世界的認可，使STORAGE得以重建。
旗下單位
- 作戰班

由蛇倉翔太領導，隊員由夏川遙輝、中島洋子、大田結花構成，負責操縱怪獸應對機甲（特空機）執行對怪獸作戰、清理廢墟、護送物件等一系列任務。
同時亦負責制定作戰計劃，戰鬥分析等任務。
- 整備班

由稻葉虎二郎領導，負責STORAGE中的怪獸應對機甲（特空機）的研發、維護、改進、整備等一系列工作。
維修班與STORAGE作戰班的指揮室相連，可以相互協調合作，統籌兼顧。
- 基地業務班

負責STORAGE的管理、業務、救護、通訊及警備工作的單位。
- 裝備研究開發班

由大田結花負責，作為裝備開發和政策用處之輔助單位。
1st SAAG
全名為『1st Special Airborne Armored Group』。
正式名稱為『第一特殊空挺機甲群』，為21話後，地球防衛軍日本分部新設立的特空機運用部隊。
由結城真依領導，專注於特空機4號的開發和縱怪獸應對機甲（特空機），在最終話因STORAGE的扭轉局勢而解散。

### 對怪獸機械
- 特空機1號 賽文加（Sevenger）

由STORAGE軍械庫所開發，世界首個對應怪獸用的1號機械人，裝備了3塊每塊1分鐘的電池，實際行動時間為3分鐘。從基地到作戰地區的移動，是依靠背部裝載的助推器來實現空中飛行，此外不包括在實際行動時間內，在戰鬥外⽡礫拆除等工作時，皆可以透過有線供應運作電力，在戰鬥時其眼部表情會產生變化，在戰鬥狀態下，眼神會變得堅毅。
在第15話中表示活躍在前線已有5年之久，導致機體部分開始老化了隨著金古喬的啟用，賽文加則宣告退役，規劃在地球防衛博物館中展示。在第22話中，因STORAGE解散3天後因巴羅薩星人三代的到來，導致洋子再次啟動賽文加作戰，在最終話「拯救洋子作戰」中則由虎二郎駕駛，並和其他特空機合力對德斯特魯多斯展開了攻擊。
在後續作品《賽文加格鬥》則作為主角活躍登場，在本作結局後，因接收金古喬的相關數據而進行修正與升級後，最後成功改造成了宇宙賽文加，不但在火力上有所增強，還能在宇宙進行戰鬥行動。
身高：55公尺　
體重：3萬8千噸
特徵：力量型
武裝：
- 硬芯鐵拳彈（硬芯鉄拳弾）

登場話數：1-25
《特利卡》
以經改造後完成的宇宙改良型的姿態登場，第7話因為傑特使用能量保護的關係，沒有受到四次元怪獸布魯頓的力量的影響。
- 特空機2號 溫達姆｜特空機2号 ウインダム

由STORAGE軍械庫所開發，第二台可對抗怪獸用的機器人，速度是賽文加的2倍。從身體各部的空孔噴射能使溫達姆本身進行高速移動。以高功率著稱，但是大容量的電池充電需要4天，所以沒能啟動，之後則應用了內隆嘎的電力放大機制，開發出了快速充電·高功率的電池，令長時間的⾏動成為可能。在最終話則由蛇倉駕駛，並和其他特空機合力對德斯特魯多斯展開了攻擊。
身高：65公尺　
體重：2萬3千噸
特徵：速度型
武裝：
- 激光射擊（レーザーショット）
- 高回轉硬芯鐵拳（高回転硬芯鉄拳）
- 20式對怪獸誘導彈（20式対怪獣誘導弾）

登場話數：4 - 25
- 特空機3號 金古喬（KING JOE STORAGE CUSTUM）

全名「特空機3號·金古喬·STORAGE特裝型」，這是STORAGE軍械庫透過利用所回收的金古喬碎片，所製作出的第3台對怪獸機械人。搭載了通過分析金古橋的動力源重新構築的主引擎，輸出功率是烏英達姆的5倍。此外，共有機器人模式（ロボットモード，高機動二足歩行型）、分離模式（セパレートモード，戰術分離戰鬥型）、坦克模式（タンクモード，自走多目的兵裝型）三種戰術上的變形型態，可以採取對應怪獸能力的各種作戰行動。在最終話則由遙輝駕駛，並和其他特空機合力對德斯特魯多斯展開攻擊，在關鍵一刻拯救了洋子。
身高：58公尺　
體重：5萬噸
特徵：火⼒重視型
武裝：
- 佩逹尼姆粒子砲（ペダニウム粒子砲）
- 佩逹尼姆誘導彈（ペダニウム誘導弾）
- 佩逹尼姆鐵鎚（ペダニウムハンマー）

登場話數：11 - 25
在分離模式的4架機體，則分別為以下進行稱呼。
- 頭部戰鬥機（HEAD FIGHTER）
- 胸甲坦克（BREAST TANK）
- 核心飛船（CORE SHIP）
- 足部運輸車（LEG CARRIER）。

《特利卡》
在第7話時遭到巴羅薩星人（第四代）奪走，更在四次元怪獸布魯通的力量意外穿越墜落到Trigger所在的世界。在第8話中由於系統遭到達達入侵而對城市進行破壞，最後在特利卡與Z的光線下將其擊碎，殘骸則交還給遙輝而送返原來的宇宙。
- 特空機4號 超級暗甲傑洛（Ultroid Zero）

由地球防衛軍日本支部（GAFJ）徹底分析了迄今為止出現在地球上的超人力霸王的戰鬥數據，並以此為基礎進行了開發的最終兵器，有著不輸給傑特的力量。彩色計時器所在的胸部位置則以巨大的能量發射口所取代，並用六根能量管連接。能和超人力霸王一樣通過頭部的飛鏢型頭冠形成光之飛鏢進行投擲，巨大的能量發射口裝載了最終武器「D4」。
由於分析傑特的數據，故D4不會因外洩的能量造成次元崩壞的危險。但是由於超高的出力而仍然不穩定，依然存在傷及駕駛員的可能性。由於其機器人的不可控引發了地球的自保機制，更令怪獸們再度活躍地球並摧毀它。第24話因賽雷布洛附在洋子身上，導致吸收大量怪獸勳章的4號機就此暴走，隨後變成德斯特魯多斯。
身高：55公尺　
體重：5萬噸
武裝：
- D4光線（D4レイ）
- 瑪格涅利姆機關槍（マグネリュームガトリング）
- 瑪格涅利姆之劍（マグネリュームブレード）
- 瑪格涅利姆護盾（マグネリュームシールド）
- 瑪格涅利姆斬擊刃（マグネリュームスラッシャー）
- 瑪格涅利姆激光（マグネリュームメーザー）

登場話數：23 - 24
- D4射線

原文： / D4 Ray
一種可以應付大範圍出現的怪獸的異次元武器，由防衛軍GAF以怪獸巴拉巴（一隻可以操控次元的怪獸）的頭角中的異次元能量製成的。
第22集得知，雖然D4射線可以一次過消滅大量怪獸，但一旦使用後會同時因次元崩壞而導致發射範圍內的所有物件被毀滅和消失。

## 本作登場敵役、怪獸、宇宙人

### 宇宙生物
- 寄生生物 賽雷普洛（Cerebro）

本作最終反派，擁有極高智慧的寄生生命體，曾寄生蓋涅迦古盜取Z昇華器及部份超級徽章，逃到地球後寄生在鏑木慎也身上作亂。由於肉體十分脆弱，因此經常寄生在別的生物體內。它的行動只在乎是否有趣，「是個把做壞事當成遊戲一樣的存在」。並藉助自己製作的怪獸勳章活躍在幕後,口頭禪是宇宙語「KIETE KAREKARETA。」 （我現在感覺很好）。在使用科技和自身謀略方面擁有豐富的知識與經驗。
他說所説的遊戲其中的一個是「文明自滅遊戲」計劃，將隱患埋藏於擁有文明的星球，使得該星球上的智慧生命為了尋求自保而不斷製造武器，最後讓整個星球的文明最後因為自己製造的最終武器徹底走向了滅亡，第17話結尾時因鏑木慎也的身體已經不再適合牠寄生的情況下，改寄生到追捕鏑木慎也的淺野身上。之後改寄生在栗山長官身上實行牠的最終計畫，在第24話時以中島洋子為牠計畫的最後宿主。最終話時，從洋子身上脫離寄生，在迪斯特爾德斯戰後，打算隱藏起來繼續作惡，但最後被結花和報仇的慎也捕獲，承受被二人解剖做成標本的下場。
《超人力霸王Trigger》劇場版時，逃脫至Trigger的宇宙，之後在時岡龍一的計劃下，附身在遙輝身上作亂，最後被七瀨捕獲。

### 怪獸
- 凶暴宇宙鮫 蓋內迦古（FEROCIOUS SPACE SHARK / GENEGARG）

身高：67公尺　
體重：6萬噸
出身地：不明
登場話數：1
- 四次元怪獸 布魯頓（FOURTH-DIMENSIONAL MONSTER / BULLTON）

身高：60公尺　
體重：6萬噸
出身地：不明
登場話數：1、14
- 古代怪獸 哥梅斯（ANCIENT MONSTER / GOMESS）

身高：18公尺　
體重：3萬5千噸
出身地：地底
登場話數：1
- 透明怪獸 內隆嘎（TRANSPARENT MONSTER / NERONGA）

身高：45公尺　
體重：4萬噸
出身地：不明
登場話數：2
- 古代怪獸 哥摩拉（ANCIENT MONSTER / GOMORA）

身高：40公尺　
體重：2萬噸
出身地：五甲山
登場話數：3
- 冷凍怪獸 齊卡斯（FREEZING MONSTER / GUIGASS）

身高：40公尺　
體重：1万5千噸
出身地：不明
登場話數：3
- 地底怪獸 泰萊斯通（SUBTERRANEAN MONSTER / TELESDON）

身高：60公尺　
體重：12萬噸
出身地：地底
登場話數：4
- 強化地底怪獸 卷領泰萊斯通（ENHANCED SUBTERRANEAN MONSTER / ERIMAKI-TELESDON）

泰萊斯通吞下吉拉斯硬幣後強化的姿態。
身高：60公尺　
體重：12萬5千噸
出身地：東京都北橋區
登場話數：4
- 冷凍怪獸 佩吉拉（FREEZING MONSTER / PEGUILA）

身高：40公尺
體重：2萬噸
出身地：阿拉斯加的山岳地帶
登場話數：5
- 合體魔王獸 芝龐頓（COMBINED LORD MONSTER / ZEPPANDON）

札古拉以黑暗傑特昇華器搭配芝頓、龐頓、瑪珈歐洛奇的怪獸硬幣變身後的姿態。
身高：60公尺　
體重：4萬5千噸
出身地：東京都北川町附近
登場話數：5、24
台詞：「請借予我黑暗的力量（闇の力、お借りします）」
- 最終審判者 吉爾巴利斯（LAST JUDGEMENTER / GILLVALIS）

身高：75公尺
體重：9萬7千噸
出身地：宇宙
登場話數：6
- 貝利亞融合獸 骷髏哥摩拉（BELIAL FUSION MONSTER / SKULL GOMORA）

賽雷普洛以Z昇華器搭配貝利亞、哥摩拉以及紅王的怪獸硬幣變身後的姿態。
身高：57公尺
體重：5萬9千噸
出身地地球：
登場話數：7
- 貝利亞融合獸 雷霆殺手（BELIAL FUSION MONSTER / THUNDER KILLER）

賽雷普洛以傑特昇華器搭配貝利亞、衛司殺手以及艾雷王的怪獸硬幣變身後的姿態。
身高：53公尺
體重：5萬2千噸
出身地：地球
登場話數：7
- 貝利亞融合獸 佩逹尼姆傑頓（BELIAL FUSION MONSTER / PEDANIUM ZETTON）

賽雷普洛以Z昇華器搭配貝利亞、芝頓以及金古喬的怪獸硬幣變身後的姿態。
身高：65公尺
體重：5萬4千噸
出身地：地球
登場話數：7
- 合體怪獸 三帝獸（COMBINED MONSTER / TRI-KING）

賽雷普洛以傑特昇華器搭配哥爾贊、美爾巴以及超戈布的怪獸硬幣變身後的姿態。曾被札古拉搶來使用。
身高：75公尺
體重：4萬5千噸
出身地：地球
登場話數：8、15、22
- 超合體怪獸 五帝獸（SUPER COMBINED MONSTER / FIVE KING）

賽雷普洛在變身成三帝獸後，再用傑特升華器搭配眼Q和雷丘巴斯的怪獸硬幣進一步變身的姿態。曾被札古拉搶來使用，最後又回到賽雷普洛手上。
身高：75公尺
體重：5萬5千噸
出身地：地球
登場話數：8、15、22、24
- 宇宙機械人 金古喬（SPACE ROBOT / KING JOE）

身高：55公尺
體重：4萬8千噸
出身地：佩逹星
登場話數：9
- 髑髏怪獸 紅王A（SKULL MONSTER / RED KING A）

身高：45公尺
體重：2萬噸
出身地：地底
登場話數：11
- 髑髏怪獸 紅王B（SKULL MONSTER / RED KING B）

身高：45公尺
體重：2萬噸
出身地：地底
登場話數：11、24
- 兇猛怪獸 基斯特隆（FEROCIOUS MONSTER / GIESTRON）

身高：60公尺
體重：2萬5千噸
出身地：地底
登場話數：11
- 爆擊雷獸 古魯吉歐雷電（BOMBING THUNDER MONSTER / GRIGIO RAIDEN）

身高：60公尺
體重：7萬2千噸
出身地：宇宙
登場話數：12
- 硬幣怪獸 卡內貢（COIN MONSTER / KANEGON）

身高：2公尺
體重：200公斤
出身地：不明
登場話數：13
- 虛空怪獸 格力札（VOID MONSTER / GREEZA）

身高：測定不能
體重：測定不能
出身地：地球
登場話數：15
- 豪烈暴獸 赫羅波羅斯（WILD FIERCE MONSTER / HOROBOROS）

身高：56公尺
體重：4萬4千噸
出身地：獅子之丘町
登場話數：16
- 寄生破滅獸 梅茲波羅斯（PARASITIC DEVASTATION MONSTER / METSUBOROS）

赫羅波羅斯通吞下吉爾巴利斯和加拉特隆MK2硬幣後強化的姿態。
身高：60公尺
體重：5萬噸
出身地：獅子之丘町
登場話數：16
- 地底怪獸 帕戈斯（UNDERGROUND MONSTER / PAGOS）

身高：52公尺
體重：3萬6千噸
出身地：地底
登場話數：18
- 殺手超獸 巴拉巴（HITMAN TERRIBLE-MONSTER / BARABA）

身高：75公尺
體重：8萬5千噸
出身地：異次元空間
登場話數：19
- 宇宙大怪獸 貝姆斯塔（GREAT SPACE MONSTER / BEMSTAR）

身高：46公尺
體重：6萬1千噸
出身地：宇宙
登場話數：19
- 人工生命 Ｍ１號（ARTIFICIAL LIFE FORM / M1）

身高：2~40公尺
體重：180公斤～2萬1千噸
出身地：國立生物科學研究所
登場話數：20
- 宇宙凶險怪獸 凱魯比姆（BRUTAL SPACE MONSTER / KELBIM）

身高：44公尺
體重：4萬4千噸
出身地：東太平洋·中鳥島
登場話數：21
- 宇宙凶險怪獸 凱魯比姆母體（BRUTAL SPACE MONSTER / MOTHER KELBIM）

身高：303公尺
體重：99萬9千噸
出身地：宇宙
登場話數：21
- 石油怪獸 特貢（OIL MONSTER / TAKKONG）

身高：45公尺
體重：2萬3千噸
出身地：海中
登場話數：23
- 海獸 格斯拉王（SEA MONSTER / KING GUESRA）

身高：68公尺
體重：2萬1千噸
出身地：海中
登場話數：23
- 熔鐵怪獸 迪瑪迦（MOLTEN IRON MONSTER / DEMAAGA）

身高：50公尺
體重：5萬5千噸
出身地：地中
登場話數：23
- 古代怪獸 戈梅斯（ANCIENT MONSTER / GOMESS）

身高：50公尺
體重：4萬2千噸
出身地：地中
登場話數：23
- 地底怪獸 帕戈斯（SUBTERRANEAN MONSTER / PAGOS）

身高：52公尺
體重：3萬6千噸
出身地：地中
登場話數：23
- 殲滅機甲獸 德斯特魯多斯（ANNIHILATION ARMOR MONSTER / DESTRUDOS）

賽雷普洛以寄宿貝利亞硬幣的超機人傑洛吸收各地沉眠的怪獸及怪獸硬幣後異變的姿態。
身高：80公尺
體重：6萬噸
出身地：深間市近郊的山岳地帯
登場話數：24

### 宇宙人
- 自動機械兵 巴利斯騎兵（ANDROID TROOP/ VALIS RAIDER）

身高：2公尺
體重：130公斤
登場話數: 6
- 海賊宇宙人 巴羅薩星人（SPACE PIRATE / ALIEN BAROSSA）

身高：2 ～ 53公尺
體重：110公斤 ～ 2萬5千噸
出身地：巴羅薩星
登場話數：10
- 海賊宇宙人 巴羅薩星人（第二代）（SPACE PIRATE / ALIEN BAROSSA II）

身高：2 ～ 53公尺
體重：110公斤 ～ 2萬5千噸
出身地：巴羅薩星
登場話數：17
- 誘拐怪人 凱姆爾人（ABDUCTION PHANTOM / KEMUR）

身高：1.9 ～ 55公尺
體重：40公斤 ～ 1萬6千噸
出身地：凱姆爾星
登場話數：18
- 海賊宇宙人 巴羅薩星人（第三代）（SPACE PIRATE / ALIEN BAROSSA Ⅲ）

身高：2 ～ 53公尺
體重：110公斤 ～ 2萬5千噸
出身地：巴羅薩星
登場話數：22

## 工具
- 傑特昇華器

原文： / Z（Zett） Riser
音效：Patrick Yu
本作中光之國以希卡利為中心的科學家們所開發的全新道具，為超人力霸王傑特的變身器，也是超人力霸王捷德的新型變身器，另外本作的反派賽雷普洛亦持有該道具。在變身後，亦可成為超人力霸王傑特跟超人力霸王捷德的武器。
此道具在開發時，由於傑特在傑洛的引薦下成為了道具的試用者，因此其名字也是由傑特本人取名。
- 傑特徽章收納盒

原文： / Z Holder
收納傑特徽章的盒型道具。
- 傑特槍弩

原文： / Z Lance Arrow
在阿拉斯加北部所發現的謎之石器所誕生出來的槍型武器，共有長槍&弓箭兩種攻擊模式。
必殺技分別為炎屬性的傑特長槍烈炎（ゼットランスファイヤー，Z Lance Fire）跟冰屬性的傑特寒冰弓箭（ゼットアイスアロー，Z Ice Arrow）。
- 貝利亞黃昏

原文： /
CV&音效：小野友樹
超人力霸王傑特德爾塔天爪型態所使用的劍型武器，外觀造型為超人力霸王貝利亞的頭顱加脊椎。因捷德接觸了存在於格力札體內虛無世界的「縫合宇宙之穴的針」，使針與其身上的貝利亞因子融合、並實體化後誕生的幻界魔劍。雖然有著形似貝利亞的樣貌，但並沒有本尊的惡意和記憶，是擁有獨立意識的其他存在。
總是只想斬能給與他刺激的對手，不會把力量借給自己不認同的人。第25集對付德斯特爾多斯期間因超負荷而碎裂，但後來在超人力霸王傑特以原來的形態飛回太空卻再次出現作為其武器。
必殺技分別為帝斯修姆斬擊（デスシウムスラッシュ）、帝斯修姆獠牙（デスシウムファング）跟帝斯修姆鉤爪（デスシウムクロー）。
- 超人認證卡

原文： / Ultra Access Card
啟動本作變身器的認證鑰匙。卡片上刻劃變身者的樣貌。目前出現藍、紅、綠、紫4種底色。
藍：變身者本身為超人力霸王的附身對象，例：遙輝（超人力霸王傑特）、令人（超人力霸王傑洛）。
紅：變身者本身為超人力霸王的人間體，例：小陸（超人力霸王捷德）。
綠：變身者本身為宇宙人或宇宙生物的附身對象，例：鏑木（賽雷布洛）。
紫：變身者本身為宇宙人或宇宙生物的人間體，例：蛇倉（札古拉斯·札古拉）。
- 超人徽章

原文： / Ultra Medal
與傑特昇華器同為光之國開發的道具，裡面寄宿了歷代超人力霸王之力。
| 徽章名稱       | 相關簡介                       | 初次登場話數 | 備註 |
| -------------- | ------------------------------ | ------------ | --- |
| 傑洛           | 寄宿超人力霸王傑洛之力的徽章   | 第1話        | 傑洛連傑特昇華器一起託付給傑特。                                                                                     |
| 七號           | 寄宿超人七號之力的徽章         | 第1話        | 傑洛連傑特昇華器一起託付給傑特。                                                                                     |
| 雷歐           | 寄宿超人力霸王雷歐之力的徽章   | 第1話        | 傑洛連傑特昇華器一起託付給傑特。                                                                                     |
| 超人力霸王     | 寄宿超人力霸王之力的徽章       | 第1話        | 蓋內迦古戰後被中島洋子回收，後在哥摩拉戰中交給傑特。                                                                 |
| 衛司           | 寄宿超人力霸王衛司之力的徽章   | 第1話        | 蓋內迦古戰後被夏川遙輝回收。                                                                                         |
| 太郎           | 寄宿超人力霸王太郎之力的徽章   | 第1話        | 蓋內迦古戰後被夏川遙輝回收。                                                                                         |
| 迪卡           | 寄宿超人力霸王迪卡之力的徽章   | 第1話        | 蓋內迦古戰後被蛇倉正太（札古拉）回收，後在五帝獸戰中交給傑特。                                                       |
| 帝納           | 寄宿超人力霸王帝納之力的徽章   | 第1話        | 蓋內迦古戰後被蛇倉正太（札古拉）回收，後在五帝獸戰中交給傑特。                                                       |
| 蓋亞           | 寄宿超人力霸王蓋亞之力的徽章   | 第1話        | 蓋內迦古戰後被蛇倉正太（札古拉）回收，後在五帝獸戰中交給傑特。                                                       |
| 銀河           | 寄宿超人力霸王銀河之力的徽章   | 第6話        | 希卡利連同傑特昇華器透過貝加一起交給小陸。第15話結尾時因希卡利幫小陸修復好捷德昇華器的關係，小陸將其託付給遙輝使用。 |
| X              | 寄宿超人力霸王X之力的徽章      | 第6話        | 希卡利連同傑特昇華器透過貝加一起交給小陸。第15話結尾時因希卡利幫小陸修復好捷德昇華器的關係，小陸將其託付給遙輝使用。 |
| 歐布           | 寄宿超人力霸王歐布之力的徽章   | 第6話        | 希卡利連同傑特昇華器透過貝加一起交給小陸。第15話結尾時因希卡利幫小陸修復好捷德昇華器的關係，小陸將其託付給遙輝使用。 |
| 高斯           | 寄宿超人力霸王高斯之力的徽章   | 第9話        | 被STORAGE回收並護送，途中遭遇塞雷布洛搶奪，後在金古喬戰中被傑特截獲。                                                |
| 納克斯         | 寄宿超人力霸王納克斯之力的徽章 | 第9話        | 被STORAGE回收並護送，途中遭遇塞雷布洛搶奪，後在金古喬戰中被傑特截獲。                                                |
| 梅比斯         | 寄宿超人力霸王梅比斯之力的徽章 | 第9話        | 被STORAGE回收並護送，途中遭遇塞雷布洛搶奪，後在金古喬戰中被傑特截獲。                                                |
| 傑克           | 寄宿超人力霸王傑克之力的徽章   | 第9話        | 遭遇巴羅薩星人搶奪，第10話因其受到攻擊而掉落，後被中島洋子回收並交給傑特。                                           |
| 佐菲           | 寄宿超人力霸王佐菲之力的徽章   | 第9話        | 遭遇巴羅薩星人搶奪，第10話因其受到攻擊而掉落，後被中島洋子回收並交給傑特。                                           |
| 超人力霸王之父 | 寄宿超人力霸王之父的徽章       | 第9話        | 遭遇巴羅薩星人搶奪，第10話因其受到攻擊而掉落，後被中島洋子回收並交給傑特。                                           |
| 捷德           | 寄宿超人力霸王捷德之力的徽章   | 第15話       | 捷德在進入格力札體內取出縫合宇宙之穴的針之前託付給傑特                                                               |

- 昇華超人徽章 

原文： / Rise Ultra Medal
超人徽章之間因所寄宿的超人力霸王之力產生的因緣關係共鳴後變化的樣貌。
目前只有超人力霸王傑特的德爾塔天爪型態使用該種徽章。
| 徽章名稱        | 相關簡介                                | 初次登場話數 | 備註                                                                         |
| --------------- | --------------------------------------- | ------------ | ---------------------------------------------------------------------------- |
| 傑洛 極越型態   | 寄宿超人力霸王傑洛 極越型態之力的徽章   | 第15話       | 由傑洛徽章共鳴後變化而成。                                                   |
| 捷德            | 寄宿超人力霸王捷德 原始型態之力的徽章   | 第15話       | 由捷德徽章共鳴後變化而成。是三枚中唯一一枚共鳴後的徽章樣貌與原本相同的徽章。 |
| 貝利亞 凶暴型態 | 寄宿超人力霸王貝利亞 凶暴型態之力的徽章 | 第15話       | 由貝利亞徽章共鳴後變化而成。                                                 |

-  黑暗傑特昇華器 

原文： / Dark Z（Zett） Riser
札古拉將蛇心劍的黑暗力量注入遙輝的Z 昇華器後製造出來的黑暗版Z 昇華器，目前得知的是能搭配怪獸徽章讓札古拉變身各種怪獸。
- 怪獸 徽章

原文： / Monster Medal
與超人徽章對立的徽章道具，裡面寄宿了歷代怪獸之力。
- 惡魔碎片

原文： / Devil Splinter
由超人力霸王貝利亞生前四處作惡時留下的細胞變化而成的特殊因子，外貌形似超人力霸王貝利亞的眼睛，具有令怪獸凶暴化的力量，甚至還能讓已經死去的怪獸復活，在各個平行宇宙中都引起極大的混亂。

## 主要演員名單
主演
- 夏川遙輝 - 平野宏周
- 中島洋子 - 松田里茉
- 大田結花 - 黑木光
- 蛇倉正太/札古拉斯·札古拉 -青柳尊哉
- 稻葉虎二郎- 橋爪淳（日语：橋爪淳） (2 - 4、8、10、11、14、20 - 25)

常設
- 栗山三郎- 小倉久寛 (1、3、12、21、23、24)
- 鏑木慎也  - 野田理人（日语：野田理人） (1、4、6 - 9、14 - 17、25)
- 朝倉陸 - 濱田龍臣(6-7、15)
- 綿引里志 - 佐藤玲央 (1 - 6、8、10、11、14、20 - 22、24、25)
- 塩瀬正治 - 角田楓馬 (1 - 6、8、10、11、14、20 - 22、24、25)
- 入月寬 - 高岡大地  (1 - 6、8、10、11、14、20 - 22、24、25)
- 結城真依- 林摩耶（日语：林摩耶） (21 - 25)

聲演
- 超人力霸王Z - 畠中祐
- AI - 福原克己(1 - 8、10 - 12、14 - 21、23、25)
- 貝利亞魔劍 - 小野友樹 (15 - 25)
- Z昇華器音效- 帕特里克·於（日语：パトリック・ユウ）

客演
- 整備班員 - 中能史繁 (1,2)、南條裕貴 (14)、一ノ瀬友美 (14)、新井花菜（日语：新井花菜） (14)、恵理加（日语：恵理加） (14)
- 化學班員 - 吹原幸太（日语：吹原幸太） (1、8)
- 誘導員 - 川辺稜 (1)
- 避難所的孩子 - 坂庭巨生、相澤子龍、田島陽翔、鴫原凛、川松陽南、小林茉里菜 (1)
- 高橋リキ (1)
- 記者 - 西島圓（日语：西島まどか） (2、3)
- GAF事務次長 - 羅拔·安德森（日语：ロバート・アンダーソン_(俳優)） (3)
- GAF官方成員 - グレッグ・デール (3)
- GAF官方成員 - クリス・ダルヴァル (3)
- GAF要員 - ジェイミー S (3)
- GAF要員 - グレゴリー・ぺーカー (3)
- 親方 - 一本気伸吾（日语：一本気伸吾） (3)
- 年輕的男性 - 安保匠 (3)
- 通行者 - 湯川棗（日语：湯川なつめ） (5)
- GAF人類學研究員 - 谷口洋行（日语：谷口洋行）、坂上元、早馬充、水沢レイン（日语：水沢レイン）、水上涼菜 (5)
- GAF防衛隊員 - 桑原義樹（日语：桑原義樹） (7)
- 匹特星人法 - 宮原華音 (8)
- 匹特星人希- 石塚汐花（日语：石塚汐花） (8)
- 大富豪 - 渡部遼介（日语：渡部遼介） (8)
- GAF警備員 - 梶川賢司（日语：梶川賢司）、矢倉翔太 (8)
- GAF研究員1 - 森啓一朗 (9)
- GAF研究員2 - 巖合智史（日语：イワゴウサトシ） (9)
- GAF研究員3 - 高木公佑（日语：高木公佑） (9)
- 岩淵淳平 - 吉川一勝（日语：吉川一勝） (10)
- STORAGE警備員A - 谷口翔太（日语：谷口翔太） (10)
- STORAGE警備員B - 豊田幸樹（日语：豊田幸樹） (10)
- 夏川正 - 金児憲史（日语：金児憲史）(11,14)
- 夏川淳子 - 正木佐和（日语：正木佐和） (11)
- 夏川遙輝（少年時代） - 上野蒼真 (11)
- STORAGE作業員1 - 前川和也 (11)
- STORAGE作業員2 - 佐藤太助 (11)
- 日向 - 本多陽登 (11)
- 龍樹 - 吉村龍希 (11)
- 業者1 - 福井博章（日语：福井博章） (15)
- 業者2 - 菅沼岳（日语：菅沼岳） (15)
- 大田結花（少女時代） - 寺田藍月 (16)
- 結花的奶奶 - 竜のり子 (16)
- 淺野武 - 三濃川陽介（日语：三濃川陽介） (17、21)
- 香織 - 宇田川香織（日语：宇田川かをり）  (18)
- 雜耍小丑- 松髙タケシ (18)
- 下車的女人- 峰あんり (18)
- 接球人 - 今井孝祐（日语：今井孝祐）、新村享也（日语：新村享也） (18)
- 電梯裡的男性 - 國重光司 (18)
- 田口清隆 (19 / 友情出演）
- 武居正能（日语：武居正能） (19 /友情出演）
- 越知靖 (19 / 友情出演）
- 稻葉瑠璃 - 蜂谷晏海（日语：蜂谷晏海） (20)
- 倉田 - 高橋麻琴（日语：高橋麻琴） (20)
- 駕駛員 - 岩田栄慶（日语：岩田栄慶） (22)
- 記者 - 宮島咲良（日语：宮島咲良） (23)
- 中島通弘 - 松原正隆（日语：松原正隆） (23)
- 記者 - 持永雄恵 (23)
- 操作員 - 河中奎人 (24)
- 室別警備隊員 - 岸宗太郎 (24)
- SAAG警務隊員 - 野口オリジナル（日语：野口オリジナル） (24)
- 木村 - 木村圭作 (25)

其他聲演
- 超人力霸王傑洛 - 宮野真守(1,6,7)
- 旁白 - 外島孝一（日语：外島孝一） (2,9,21)
- 貝加薩星人貝加 - 潘惠美 (6,7)
- 吉尔巴利斯（回想） - 小西克幸 (6)
- 巴羅薩星人 - 外島孝一 (10)
- 卡尼贡 - 福圓美里 (13)
- 巴羅薩星人（第二代） - 関智一 (17)
- 凯姆尔人 - 辻本貴則（日语：辻本貴則） (18)[20]
- 巴拉巴 - 金子冬青（日语：金子はりい） (19)
- 超人力霸王衛司 - 高峰圭二 (19)
- 巴羅薩星人（第三代） -橋本達也（日语：橋本達也 (俳優)） (22)

戲服演員
- 超人力霸王Z - 岩田栄慶（日语：岩田栄慶）
- 超人力霸王Z（13）- 寺井大介（日语：寺井大介）
- 賽文加 (1 - 6,8,12,22,25)、斯卡鲁哥莫拉 (7)、基斯特隆 (11)、巴拉巴 (19)、迪玛迦 (23)、雷德王 (24) - 梶川賢司
- 超人力霸王傑洛 (1、6-7)、札古拉斯·札古拉魔人態 (5、10、15、17)、法伊布王 (8、24)、金喬王 (9)、金古喬·STORAGE特裝型 (11,12,14,16,18 - 22,25)、哥美斯 (23) - 岡部暁（日语：岡部暁）
- ゲネガーグ (1)、ギルバリス (6)、グリーザ (15)、デストルドス (24,25) - 桑原義樹
- 哥美斯 (1)、内隆嘎 (2)、哥莫拉 (3)、泰莱斯通 (4)、芝庞顿 (5,24)、佩丹尼姆傑顿 (7)、雷德王A (11)、格尔吉欧雷电 (12)、布鲁顿 (14)、巴格斯 (18,23)、贝蒙斯坦 (19)、M1號 (20)、法伊布王 (22) - 新井宏幸（日语：新井宏幸）
- 溫達姆 (4 - 6、8、9,12,17 - 22、25)、巴里斯骑士 (7)、格斯拉王 (23) - 永地悠斗（日语：永地悠斗）
- 基加斯 (3)、霍洛波罗兹 (16)、特贡 (23) - 高橋舜
- 佩吉拉 (5)、超人力霸王捷德 (6,7,15)、巴里斯骑士 (8)、巴羅薩星人 (9,10)、雷德王B (11)、巴羅薩星人（第二代） (16,17)、凯姆尔人 (18)、超人力霸王衛司 (19)、凯鲁比姆 (21)、巴羅薩星人（第三代） (22)、 超人暗甲傑洛 (23,24) - 石川真之介（日语：石川真之介）
- 貝加薩星人貝加 (6,7)、匹特星人希 (8) - 丸田聡美（日语：丸田聡美）
- 匹特星人法 (8) - 安達仁美（日语：安達仁美）
- 卡尼贡 (13) - 横尾和則（日语：横尾和則）

## 播放列表
以下時間以當地時間（日本時間）為準
| 日本首播   | 香港首播台灣首播     | 集數         | 標題漢譯           | 登場怪獣・宇宙人                                                                                          | 『遙輝的超級導航』 介紹角色            | 編劇     | 導演     |    |
| ---------- | -------------------- | ------------ | ------------------ | --- | -------------------------------------- | -------- | -------- | -- |
| 2020/06/20 | 2021/05/152021/05/30 | 1            | [ 註 27 ]          | - 凶暴宇宙鮫 ゲネガーグ - 四次元怪獣 ブルトン - 古代怪獣 ゴメス - 寄生生物 セレブロ                       | - 超人力霸王傑洛 - 蓋涅迦古            | 吹原幸太 | 田口清隆 |    |
| 2020/06/27 | 2021/05/222021/06/06 | 2            |                    | - 透明怪獣 ネロンガ                                                                                       | - 超人力霸王賽文 - 尼隆加              | 吹原幸太 | 田口清隆 |    |
| 2020/07/04 | 2021/05/292021/06/13 | 3            |                    | - 冷凍怪獣 ギガス - 古代怪獣 ゴモラ                                                                       | - 超人力霸王 - 哥摩拉                  | 吹原幸太 | 田口清隆 |    |
| 2020/07/11 | 2021/06/052021/06/20 | 4            |                    | - 地底怪獣 テレスドン - 強化地底怪獣 エリマキテレスドン                                                   | - 超人力霸王太郎 - 吉拉斯              | 鈴木智   | 辻本貴則 |    |
| 2020/07/18 | 2021/06/122021/06/27 | 5            |                    | - 冷凍怪獣 ペギラ - 無幻魔人 ジャグラス ジャグラー - 合体魔王獣 ゼッパンドン                              | - 超人力霸王雷歐 - 魔禍大蛇            | 中野貴雄 | 辻本貴則 |    |
| 2020/07/25 | 2021/06/192021/07/04 | 6            | 歸來的男人！       | - ラストジャッジメンター ギルバリス - ペガッサ星人 ペガ（回憶） - アンドロイド兵 バリスレイダー           | - 超人力霸王銀河 - 超人力霸王貝利亞    | 林壯太郎 | 坂本浩一 |    |
| 2020/08/01 | 2021/06/262021/07/11 | 7            | 陛下的徽章         | - ベリアル融合獣 スカルゴモラ - ベリアル融合獣 サンダーキラー - ベリアル融合獣 ペダニウムゼットン         | - 超人力霸王X - 超人力霸王歐布         | 林壯太郎 | 坂本浩一 |    |
| 2020/08/08 | 2021/07/032021/07/18 | 8            |                    | - 変身怪人 ピット星人ファ（姉）、シィ（妹） - 合体怪獣 トライキング - 超合体怪獣 ファイブキング           | - 超人力霸王迪卡 - 眼Q                 | 小林雄次 | 坂本浩一 |    |
| 2020/08/15 | 2021/07/102021/07/25 | 9            | 未確認物質護送指令 | - 宇宙ロボット キングジョー                                                                               | - 超人力霸王帝納 - 超人力霸王梅比斯    | 鈴木智   | 中川和博 |    |
| 2020/08/22 | 2021/07/172021/08/01 | 10           | 宇宙海賊登場！     | - 海賊宇宙人 バロッサ星人                                                                                 | - 超人力霸王傑克 - 超人力霸王高斯      | 中野貴雄 | 中川和博 |    |
| 2020/08/29 | 無                   | SP1          | 特空機秘密檔案     | - 第1-10話出現的怪獸與宇宙人。                                                                            | 無                                     | 無       | 無       |    |
| 2020/09/05 | 2021/07/242021/08/08 | 11           |                    | - どくろ怪獣 レッドキングA - どくろ怪獣 レッドキングB - 凶猛怪獣 ギーストロン                             | - 超人力霸王佐菲 - 超人力霸王之父      | 吹原幸太 | 武居正能 |    |
| 2020/09/12 | 2021/07/312021/08/15 | 12           | 呼喊的生命         | - 爆撃雷獣 グルジオライデン                                                                               | - 超人力霸王納克斯 - 超人力霸王蓋亞    | 根元歲三 | 武居正能 |    |
| 2020/09/19 | 2021/08/072021/08/22 | 13（總集篇） |                    | - コイン怪獣 カネゴン - 第1-12話出現的怪獸與宇宙人。                                                      | 無                                     | 池田遼   | 內田直之 |    |
| 2020/09/26 | 2021/08/142021/08/29 | 14           |                    | - 四次元怪獣 ブルトン                                                                                     | - 超人力霸王迪卡 - 札古拉斯·札古拉     | 吹原幸太 | 田口清隆 |    |
| 2020/10/03 | 2021/08/212021/09/05 | 15           | 戰士的使命         | - 虚空怪獣 グリーザ - 合体怪獣 トライキング - 超合体怪獣 ファイブキング                                   | - 超人力霸王捷德 - 古力札              | 吹原幸太 | 田口清隆 |    |
| 2020/10/10 | 2021/08/282021/09/12 | 16           |                    | - 豪烈暴獣ホロボロス - 寄生破滅獣メツボロス                                                               | - 超人力霸王傑洛 極越型態 - 吉爾巴利斯 | 小林雄次 | 越知靖   |    |
| 2020/10/17 | 2021/09/042021/09/19 | 17           |                    | - 宇宙海賊バロッサ星人（二代目）                                                                          | - 超人力霸王貝利亞 凶暴型態            | 中野貴雄 | 越知靖   |    |
| 2020/10/24 | 2021/09/112021/09/26 | 18           | [ 註 28 ]          | - 誘拐怪人 ケムール人 - 地底怪獣 パゴス                                                                   | - 金古喬 STORAGE特裝型                 | 繼田淳   | 辻本貴則 |    |
| 2020/10/31 | 2021/09/182021/10/03 | 19           | 最後的勇者         | - 殺し屋超獣 バラバ - 宇宙大怪獣 ベムスター                                                               | - 超人力霸王艾斯                       | 根元歲三 | 辻本貴則 |    |
| 2020/11/07 | 無                   | SP2          | 連繫著師徒         | - 第14-19話出現的怪獸與宇宙人。                                                                           | 無                                     | 無       | 無       | 無 |
| 2020/11/14 | 2021/09/252021/10/10 | 20           |                    | - 人工生命 M1                                                                                             | - 超人力霸王貝利亞                     | 小林雄次 | 武居正能 |    |
| 2020/11/21 | 2021/10/022021/10/17 | 21           |                    | - 宇宙凶険怪獣 ケルビム - 宇宙凶険怪獣 マザーケルビム                                                     | - 超人力霸王傑洛                       | 鈴木智   | 武居正能 |    |
| 2020/11/28 | 2021/10/092021/10/24 | 22           |                    | - 宇宙海賊バロッサ星人（三代目） - 合体怪獣 トライキング - 超合体怪獣 ファイブキング                      | - 溫達姆                               | 林壯太郎 | 坂本浩一 |    |
| 2020/12/05 | 2021/10/162021/10/31 | 23           |                    | - オイル怪獣 タッコング - 海獣 キングゲスラ - 熔鉄怪獣 デマーガ - 古代怪獣 ゴメス - 地底怪獣 パゴス       | - 紅王                                 | 吹原幸太 | 坂本浩一 |    |
| 2020/12/12 | 2021/10/232021/11/07 | 24           |                    | - 超合體怪獣 ファイブキング - 合體魔王獣 ゼッパンドン - どくろ怪獣 レッドキング - 殲滅機甲獣 デストルドス | 無                                     | 吹原幸太 | 田口清隆 |    |
| 2020/12/19 | 2021/10/302021/11/14 | 25           |                    | - 殲滅機甲獣 デストルドス                                                                                 | 無                                     | 吹原幸太 | 田口清隆 |    |
| 2020/12/26 | 無2021/11/21         | SP3          | RE：STORAGE        | - 第1-25話出現的怪獸與宇宙人。                                                                            | 無                                     | 無       | 無       | 無 |

## 其他相關媒體

### 聲播劇
『超人力霸王Z&傑洛 聲播劇』
2020年6月20日至2020年12月12日於「TSUBURAYA IMAGINATION」Youtube頻道播映，描繪了傑特在當時擔任宇宙警衛隊訓練生並與傑洛相遇的情節。
聲演
- 超人力霸王傑洛 － 宮野真守
- 超人力霸王Z －畠中祐
- 紅蓮火焰 －関智一 (3)
- 詹奈 －入野自由 (9)
- 保镖怪兽布莱克王 －岸哲生（日语：岸哲生） (14)
- 閃電達蘭比爾－松本健太（日语：松本健太） (14)
- 超人力霸王利布特－駒田航 (20)
- 超人力霸王梅比斯 －福山潤 (21,23)

劇組團隊
- 脚本 - 足木淳一郎
- CG - 渋谷怜央加
- 編集 - 坂口俊昭

### 衍生劇
『賽文加格鬥』（セブンガーファイト）
2021年3月17日首次播映，共10話，每集長度約5分鐘的迷你劇集，為圓谷製作於1970年推出的怪獸格鬥作品《超級格鬥（ウルトラファイト）》之戲仿作。
時間點為電視本篇之間與結局後，故事內容以STORAGE和賽文加的活躍為主。
第1到7話作為圓谷線上觀看服務平台服務「TSUBURAYA IMAGINATION」的原創作品獨家發行，第8到10話則收錄於超人力霸王Z的DVD贈品。
聲演
- 夏川遥輝 - 平野宏周
- 中島洋子 - 松田里茉
- 大田结花 - 黑木光
- 蛇倉正太 - 青柳尊哉

戲服演員
- 梶川賢司
- 新井宏幸
- 永地悠斗
- 岡部暁
- 桑原義樹
- 高橋舜
- 宮永裕都
- 工藤隼己

劇組團隊
- 監督 - 田口清隆
- 脚本 - 足木淳一郎
- 殺陣 - 寺井大介
- 助監督 - 武井正能、宮崎龍太、三木悠輔、黒川陽平
- 制作 - 大谷公亮、万場賢一
- 撮影 - 村川聡、井野口功一
- 操演 - 辻川明宏、川口謙司
- 録音 - 星一郎
- 音響効果 - 古谷友二
- 標題設計 - 井野元大輔
- 協力 - 小学館「Televi-Kun」編集部、
- スワラプロ、スリーエススタジオ、アクションキャスタッフ
- 監修 - 塚越隆行
- 製作統括 - 永竹正幸
- 製作 - 隠田雅浩
- 製作人 - 岸根明、足木淳一郎
- 監督・編集・視覚効果 - 田口清隆
- 製作・著作 - 圓谷製作

### 漫畫
『戰鬥吧！賽文加』
於小学館『Televi-Kun』2021年4月号至2022年4月號連載。脚本田口清隆、漫畫由川石テツヤ繪製。
時間點為電視本篇之前，故事內容以STORAGE和賽文加的活躍為主。

### 小說
『人生的決定高度 ―STORAGE創設故事―』（擲命のデシジョン・ハイト ―ストレイジ創設物語―）
於 TSUBURAYA IMAGINATION 交付。原稿和監督為田口清隆，寫作則為小柳圭吾。
故事為TV版的前日談，描述栗山、稻葉、蛇倉三人的過去。
『札古拉斯札古拉編年史 札道乃蛇』（ジャグラス ジャグラークロニクル ジャの道は蛇）
收錄於《超人力霸王Z超全集》田口清隆監製，中野孝雄編劇。
故事為札古拉斯·札古拉來到TV版地球的前日談，描繪了《Orb》到《Z》之間札古拉的經歷、曾在《Orb》年代記登場的碧蘭奇結局，格魯吉歐雷電及格內軋古的誕生。

## 樂曲

### 片頭曲
「 ご唱和ください 我の名を！ 」
- 演唱：遠藤正明
- 作詞、作曲：遠藤正明
- 編曲：宮崎京一（KEYTONE）、飯田涼太（KEYTONE）

### 插曲
「GEEDの証」（GEED之証）
- 演唱：朝倉リク with ボイジャー
- 作詞：六ツ見純代
- 作曲、編曲：川井憲次

「フュージョンライズ！」（融合昇華）
- 演唱：ボイジャー
- 作詞：金光大輔
- 作曲、編曲：ハマサキユウジ

「Ultra Spiral」
- 演唱：ボイジャー
- 作詞：TAKERU、瀬下千晶
- 作曲、編曲：小西貴雄

### 片尾曲
「 Connect the Truth 」
- 演唱：玉置成實
- 作詞、作曲、編曲：尾澤拓実

「 Promise for the future 」
- 演唱：畠中祐[28]
- 作詞：マイクスギヤマ
- 作曲：渡辺徹
- 編曲：ats-,清水武仁&渡辺徹（Blue Bird’s Nest）

## 製作人員
擔任本作劇本統籌的吹原幸太，於主要製作群發表前的2020年5月17日驟逝。但因本作及早開始企劃製作之故，到完結篇為止由吹原所負責的劇本統籌與擔當編劇工作，均已在他生前完成。在完結篇片尾的工作人員名單畫面中，則列出了「In memory of 吹原幸太」字幕以資紀念。另外坂本浩一則以導演身份，負責傑洛和捷德出現的集數。
超人力霸王Z製作委員會（圓谷製作、東京電視台、電通）
- 監修 - 塚越隆行
- 製作統括 - 永竹正幸
- 製作 - 隠田雅浩
- 副製片人 - 村山和之
- 劇本統籌 - 吹原幸太（日语：吹原幸太）、田口清隆
- 編劇 - 吹原幸太（日语：吹原幸太）、鈴木智、中野貴雄、林壮太郎、小林雄次、根元歳三、継田淳、池田遼
- 特攝導演 -  尾上克郎（日语：尾上克郎）（第9、10話）
- 導演 - 田口清隆、辻本貴則、坂本浩一、中川和博、武居正能、越知靖、内田直之
- 企劃 - 黒澤桂、金木勲、春山行夫、吉崎邦法、濵田健二
- 首席製作人 - 北浦嗣巳
- 節目製作人 - 岸根明、大石淳子（東京電視台）、嵯峨隼人
- 音楽製作人 - 関根陽一
- 音楽 - 安瀬聖（日语：安瀬聖）
- 音楽制作 - Lantis
- 音楽協力 - 東京電視台音樂
- 聯合製片人 - 足木淳一郎
- 攝影 - 村川聰
- 燈光 - 小笠原篤志
- 美術 - 木場太郎
- 錄音 - 星一郎、澤村開
- 操演 - 根岸泉
- 場記 - 森永恭子、増田実子、杉原奈々子、山内薫、今野七香
- 剪輯 - 矢船陽介、西田光憲
- 拋桿 - 島田和正
- 助理導演 - 越知靖
- 特攝助理導演 - 内田直之
- 武術協調- 寺井大介
- 視覺效果 - 三輪智章
- VFX協調員 - 豊直康
- 特殊造形 - 福井康之、亀田義郎、原規弘
- 角色設計 - 後藤正行
- 背景 - 島倉二千六
- 分鏡稿 - なかの★陽、林谷和樹、河本けもん、ユカワヨウスケ、川石テツヤ
- 皮套演員協助 - 大野真由美
- 設定監修 - 池田遼
- 片名標準字設計- 竹内純
- 軍事考證 - 小柳啓伍
- 音響効果 - 古谷友二
- 助理製作人 - 岡本有将
- 特別協力 - トヨタ自動車株式会社

## 播放詳情
日本
- 東京電視台

播出日期：2020年6月20日
播出時間：逢星期六 09:00-09:30（日本時間）
香港
- ViuTV

播出日期：2021年5月15日至10月30日
播出時間：逢星期六 09:30-10:00（香港時間，但實際播出時間仍視乎當日有沒有NBA直播而定）
*不設中文字幕
台灣
- MOMO親子台

播出日期：2021年5月30日至11月21日
播出時間：逢星期日 17:30-18:00（台灣時間）

## 註解
1. ↑  超人七號一脈指超人七號 → 雷歐 → 傑洛 → Z。
2. ↑  同演員上次客串為2012年上映電影《超人力霸王傳奇》。
3. ↑  漢字來自於雜誌情報圖，以及第13集中隊員內務櫃名條的畫面。
4. ↑  該角色的姓氏（蛇倉）也能讀成ジャクラ，讀音類似在歐布中主角的宿敵兼好友札古拉（ジャグラー）
5. ↑  實為生命之樹。
6. ↑  漢字姓名來自雜誌情報圖，與小學館出版《超人力霸王Z完全超全集》中所收錄，由田口清隆導演所製作的隊員履歷表資料。
7. ↑  小倉久寬曾在2012年的假面騎士Wizard飾演輪島繁一角。
8. ↑  漢字姓名來自小學館出版《超人力霸王Z完全超全集》中所收錄，由田口清隆導演所製作的隊員履歷表資料。
9. ↑  角色漢字姓名來自小學館出版的《超人力霸王Z完全超全集》。
10. ↑  名稱來自於服務規律違反調查報告書上的載名。
11. ↑  該演員除飾演超人力霸王Z和其他新生代作品的戲服演員外，還曾在2017年《超人力霸王捷德》飾演ALB特工賽納。
12. ↑  引用《超異象之謎》第19集《2020年的挑戰》。
13. ↑  漢字來自於第20話上的新聞文章名稱。
14. ↑  與《超異象之謎》和《超人力霸王X》登場的M1號為不同個體。
15. ↑  第13集拍攝時，適逢岩田的女兒出生並因而必須向劇組告假，故由擔任殺陣師的寺井臨時代演。
16. ↑  出自公式廣播劇第8話，根據傑洛的說法，Z並非在光之國出生的超人力霸王，只能知道是屬於M78星雲的其中一顆星球，但詳細的資訊暫時不明。
17. ↑  台譯名為阿爾法裝甲。
18. ↑  台譯名為貝塔衝擊。
19. ↑  劇中被女主角中島洋子說是她最喜歡的型態。
20. ↑  台譯名為德爾塔天爪。
21. ↑  劇情上得知是捷德在捷德昇華器損壞進行維修時使用，在捷德昇華器修復後，是否在將來的某天再繼續使用此變身器，目前尚未得知。
22. ↑  劇情上得知是牠從超人力霸王希卡利那盜走的。
23. ↑  實際上是傑洛委託希卡利幫傑特製作。
24. ↑  傑特昇華器和黑暗傑特昇華器。
25. ↑  第1話當下只有身影，直到第8話證實。
26. ↑  事後遙輝仍舊不知道是誰給他的。
27. ↑  此話標題亦與本作主題曲同名。
28. ↑  此話標題致敬《超異象之謎》第19集「2020年の挑戦」。
29. ↑  此句出自日本諺語「蛇（じゃ）の道は蛇（へび）」，意思有「內行看門道」之意，而湊巧的是，第一個蛇字的讀音正好對應札古拉，第二個蛇字的讀音則對應蛇倉正太。
30. ↑  《超人力霸王捷德》原作中的主題曲。

## 外部連結
- 《超人力霸王Z》圓谷官方網站 （页面存档备份，存于）（日語）
- 《超人力霸王Z》東京電視台官方網站 （页面存档备份，存于）（日語）
- 《超人力霸王系列》遊戲機台官網 （页面存档备份，存于）（日語）
- 《超人力霸王系列》萬代官網 （页面存档备份，存于）（日語）
- 《超人力霸王系列》官方推特 （页面存档备份，存于）（日語）